# Gorges du Guiers mort
Ne doit pas être confondu avec Gorges du Guiers Vif.
Les gorges du Guiers mort constituent un canyon situé en aval de Saint-Pierre-de-Chartreuse, dans le département de l'Isère.

## Fourvoirie

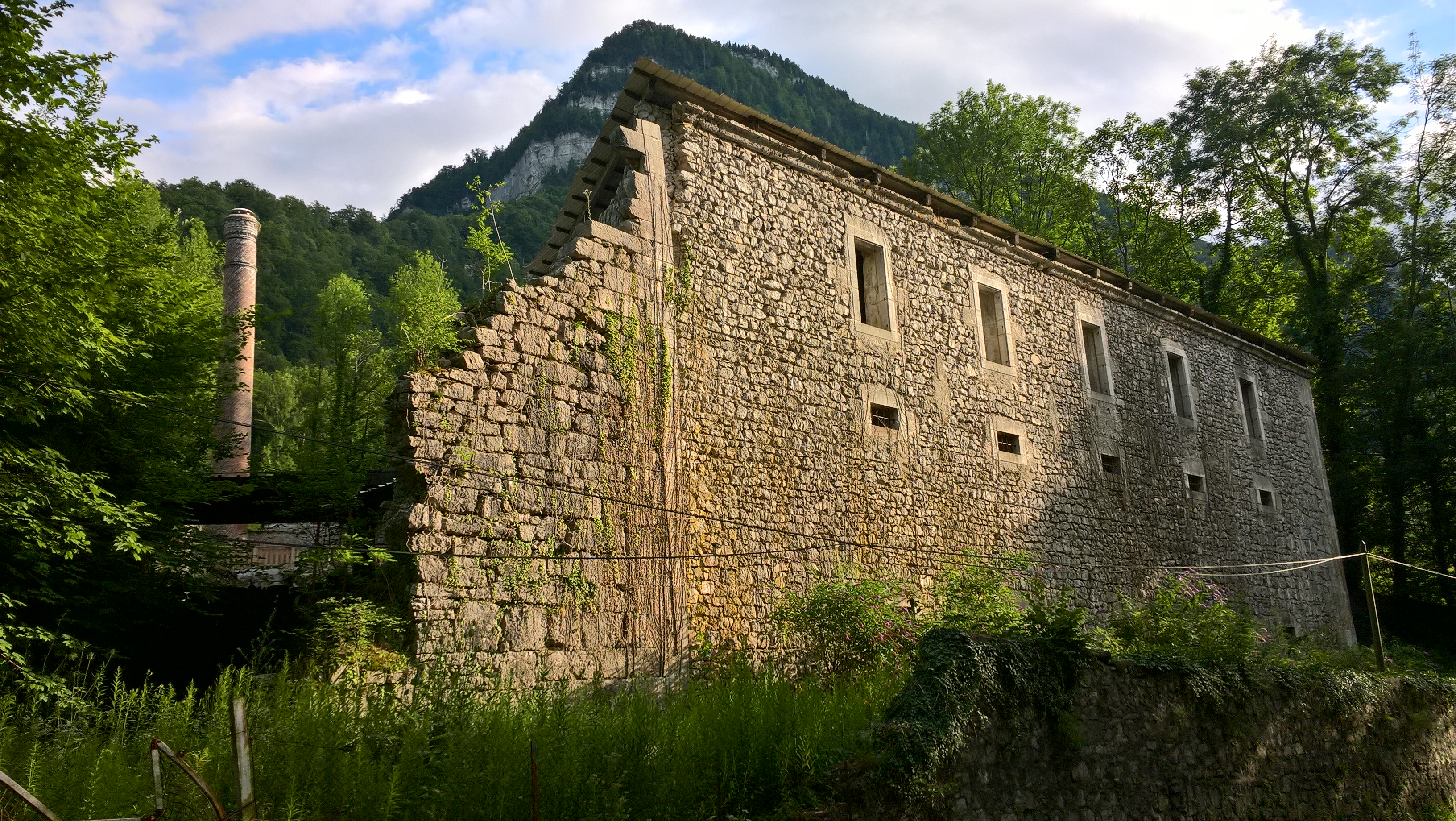
Distillerie des Chartreux de Fourvoirie.

Le site de Fourvoirie marque l'entrée des gorges à proprement parler. La route comportait autrefois une porte pour en barrer l'accès.
Sur ce site était construite l'ancienne Distillerie de la Chartreuse abandonnée en 1935 à la suite d'un glissement de terrain. Cette distillerie est inscrite à l'inventaire des monuments historiques depuis 1993.
Également sur ce site, les anciennes forges de Fourvoirie, ainsi que le terminus de la ligne de chemin de fer de Voiron à Saint-Béron.

## Ponts sur le Guiers Mort

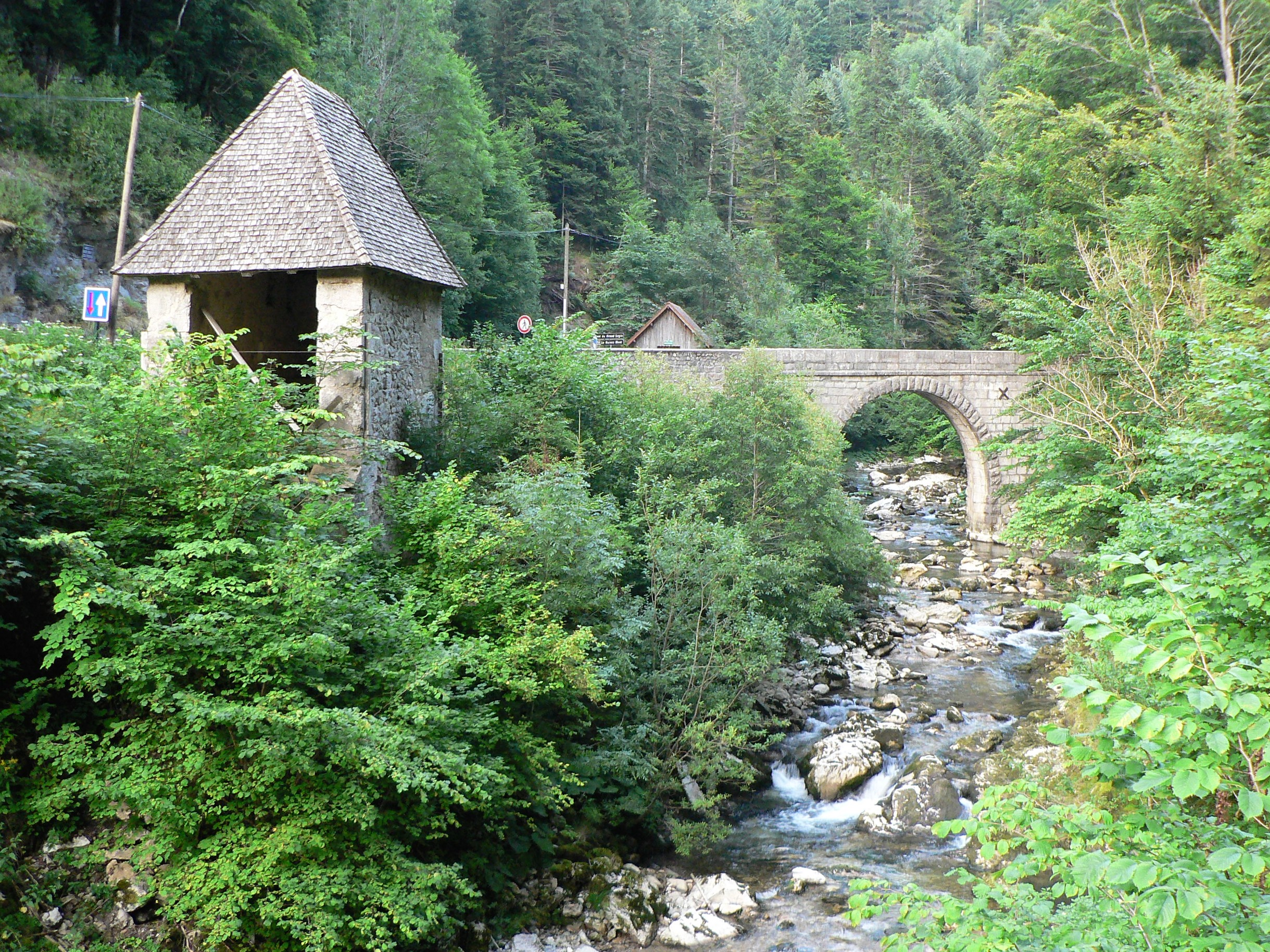
Porte de l'Enclos.

Entre Saint Laurent du Pont et Saint-Pierre-de-Chartreuse, 19 ponts ont été construits, dont certains sont classés Monuments historiques.
Voir aussi : Liste des monuments historiques de l'Isère

### Pont Peirant
Il se situe juste après le Pont Saint-Bruno. Classé en 1923, il est noté pont Perent (XVIe siècle) dans la base Mérimée des monuments historiques. Il est aussi orthographié Pérant, Peyrant…

### Pont de la petite vache
Il enjambe le ruisseau de la Petite-Vache un peu en amont du pont Peirant. Construit au XVIe siècle, c'est un monument historique classé depuis 1923. Cependant, détruit progressivement lors des inondations, il ne reste au XXIe siècle que quelques pierres des soubassements.

### Pont de la Tannerie
En contrebas de la côte du Moulin, il porte la date 1659 sur sa clé de voûte.

### Pont du Martinet
Un peu avant le pont du Grand Logis, il est juxtaposé aux ruines d'une ancienne forge à martinet.

### Pont de la Dame
Il est situé un peu en aval de Saint-Pierre-de-Chartreuse.

## Gorges du Guiers mort dans l'art

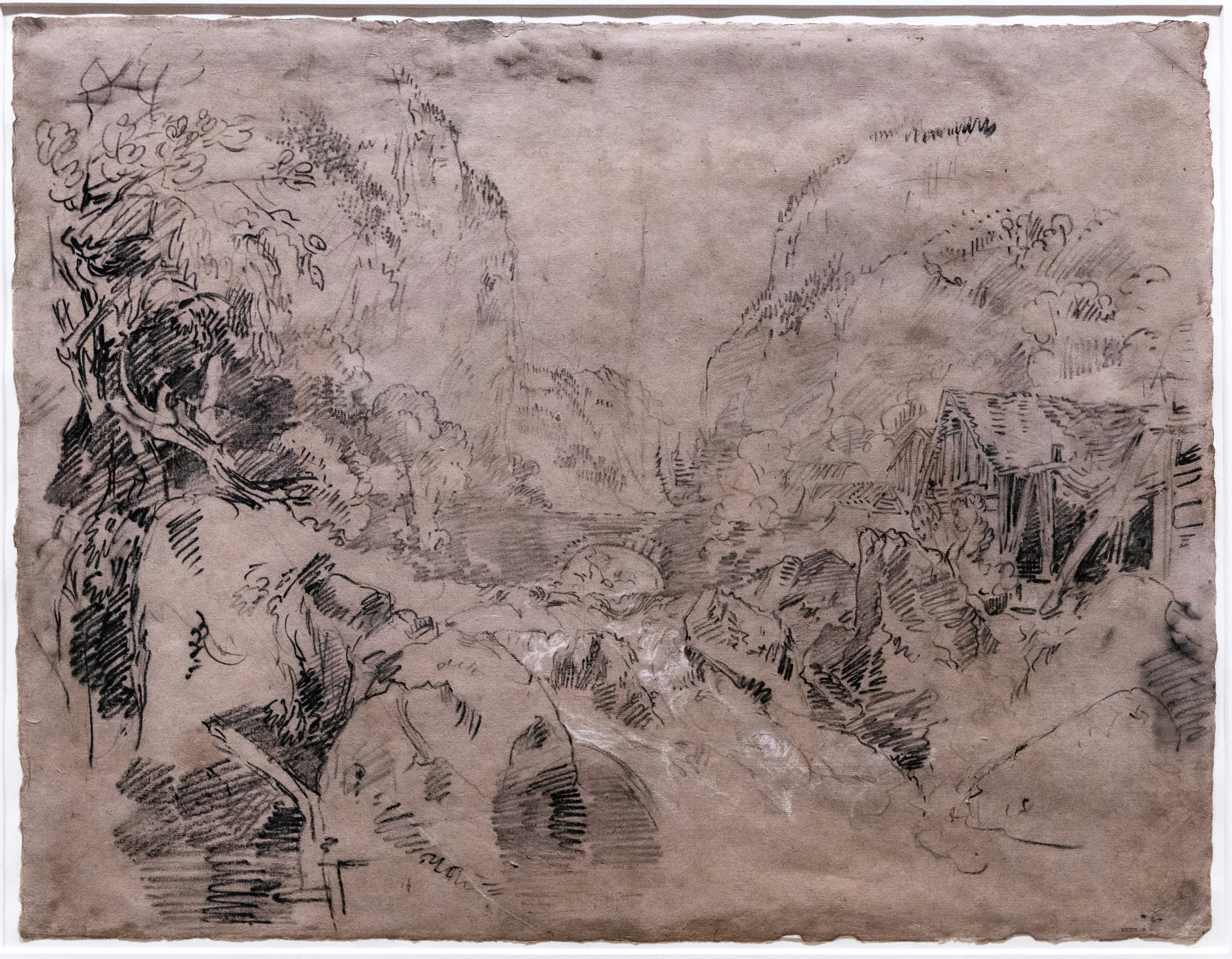
Le Pont Peirant - 1802 - William Turner - Tate Britain.
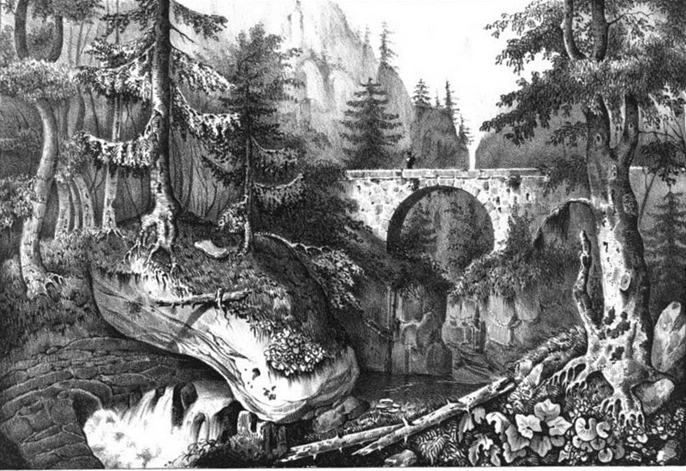
Le Pont Peirant, sur la route de la Grande Chartreuse, au XIXe siècle - Alexandre Debelle (Album du Dauphiné).

## Galerie

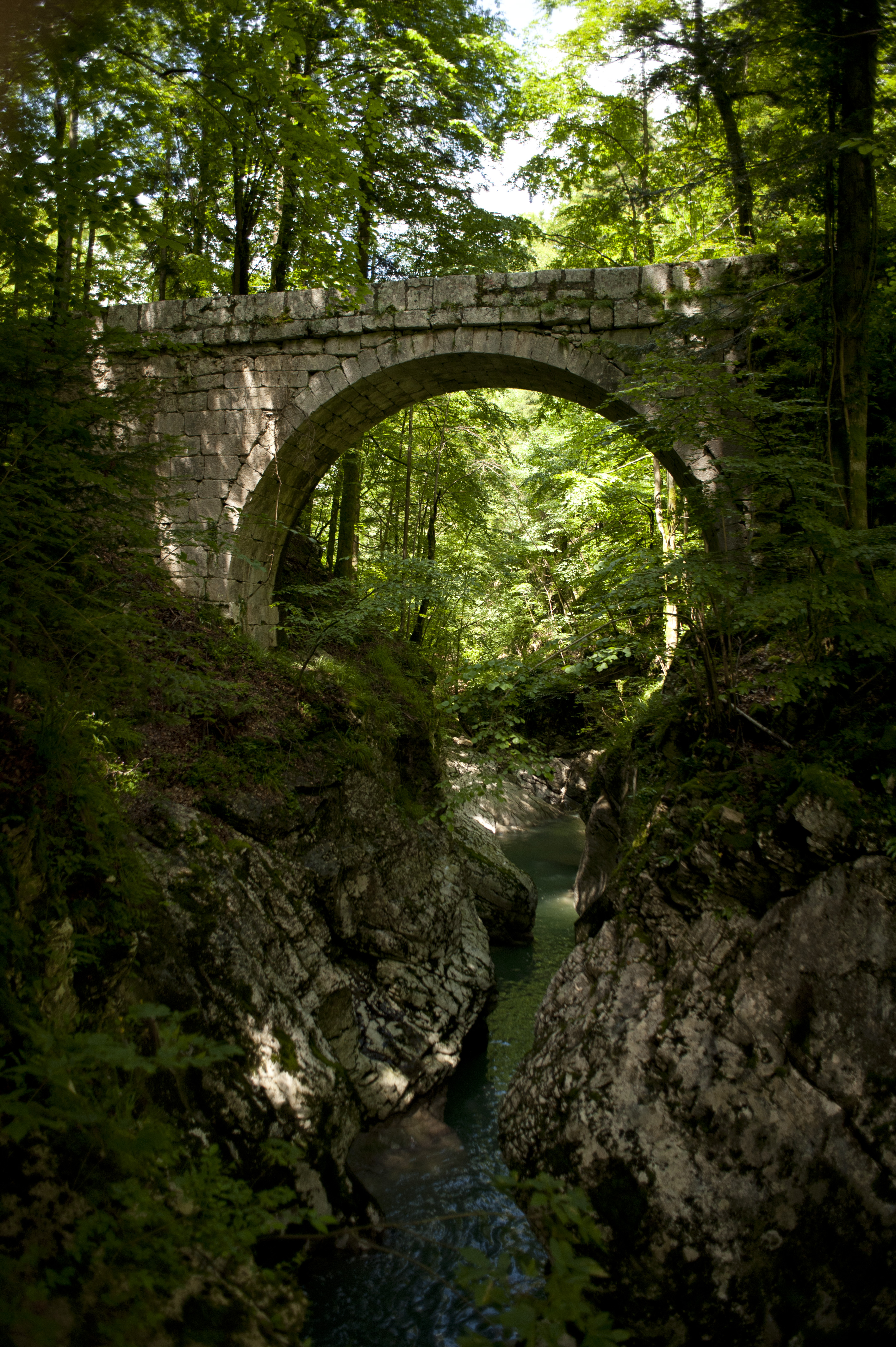
Le pont Peirant.
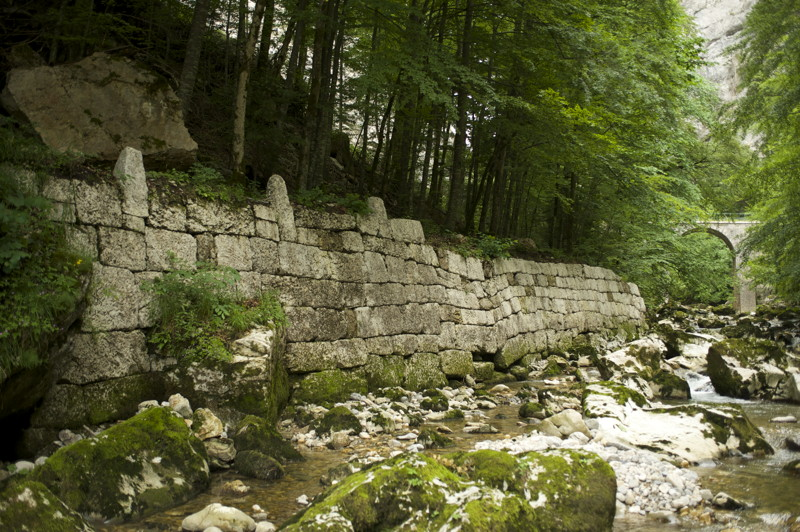
Mur de soutènement de l'ancienne route.
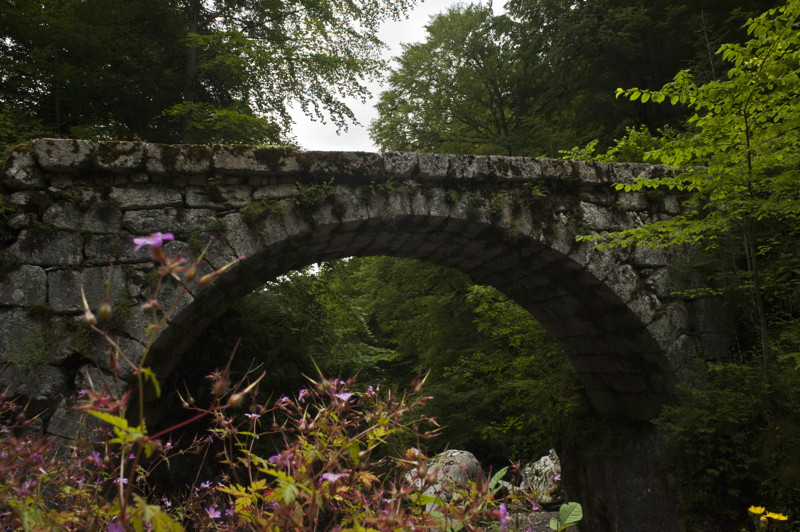
Pont du Martinet ou de la Forge.
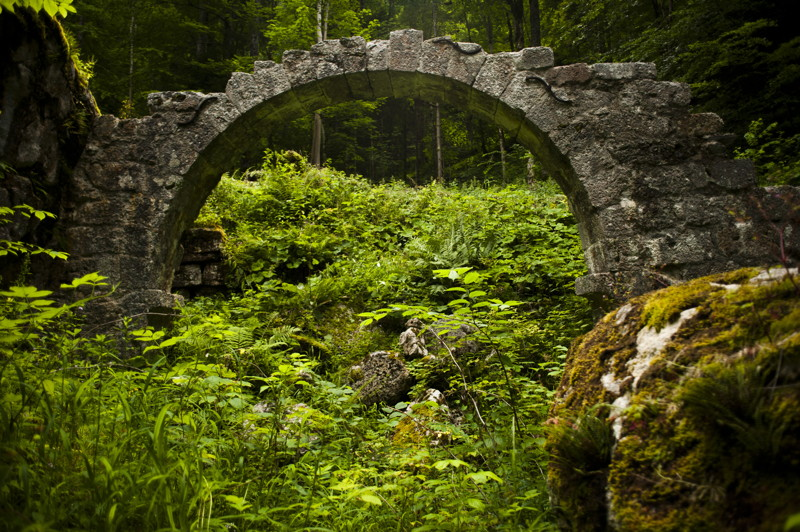
Arche de l'ancien martinet, près du pont du Martinet.
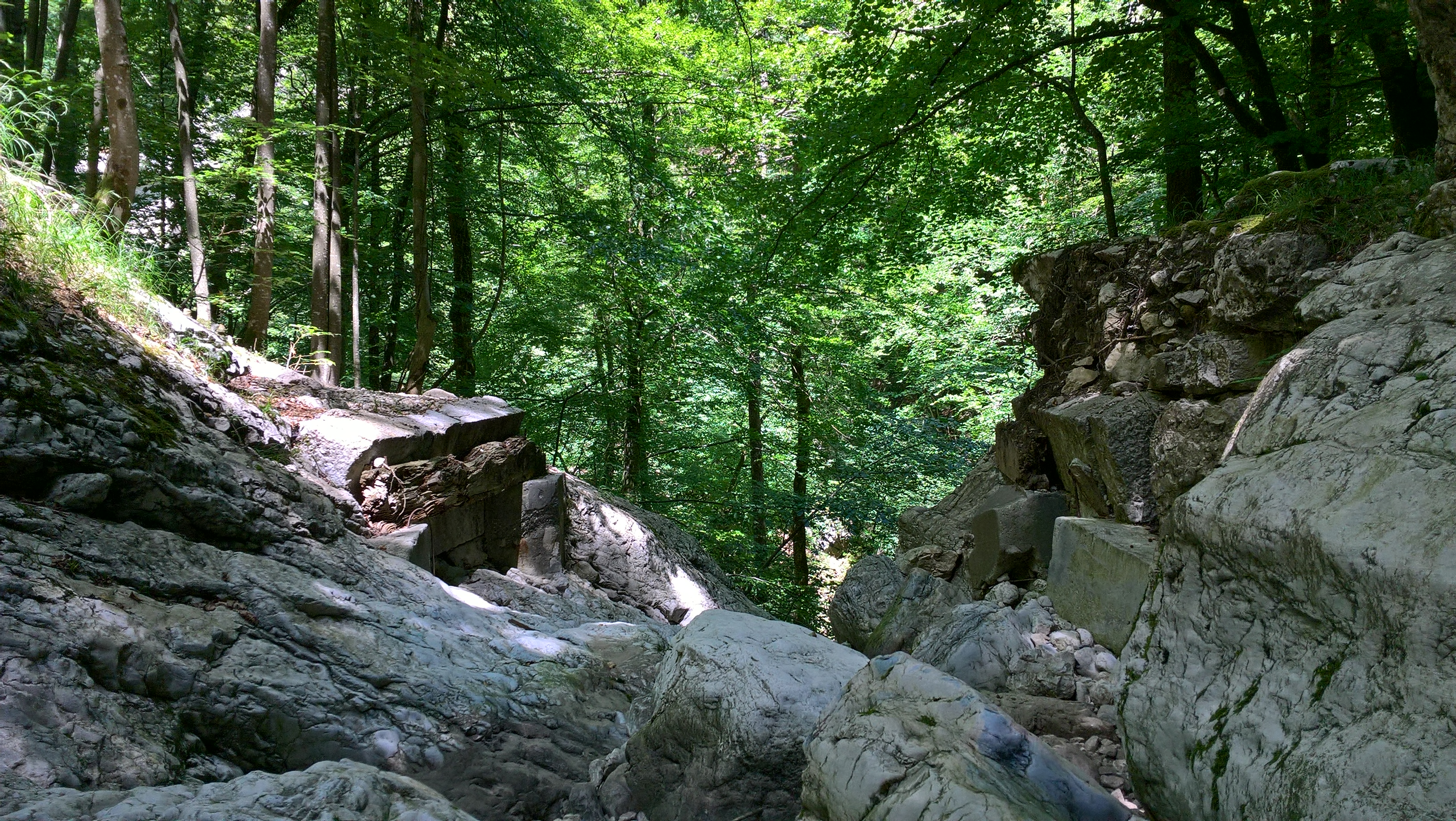
Soubassement du pont de la Petite Vache.
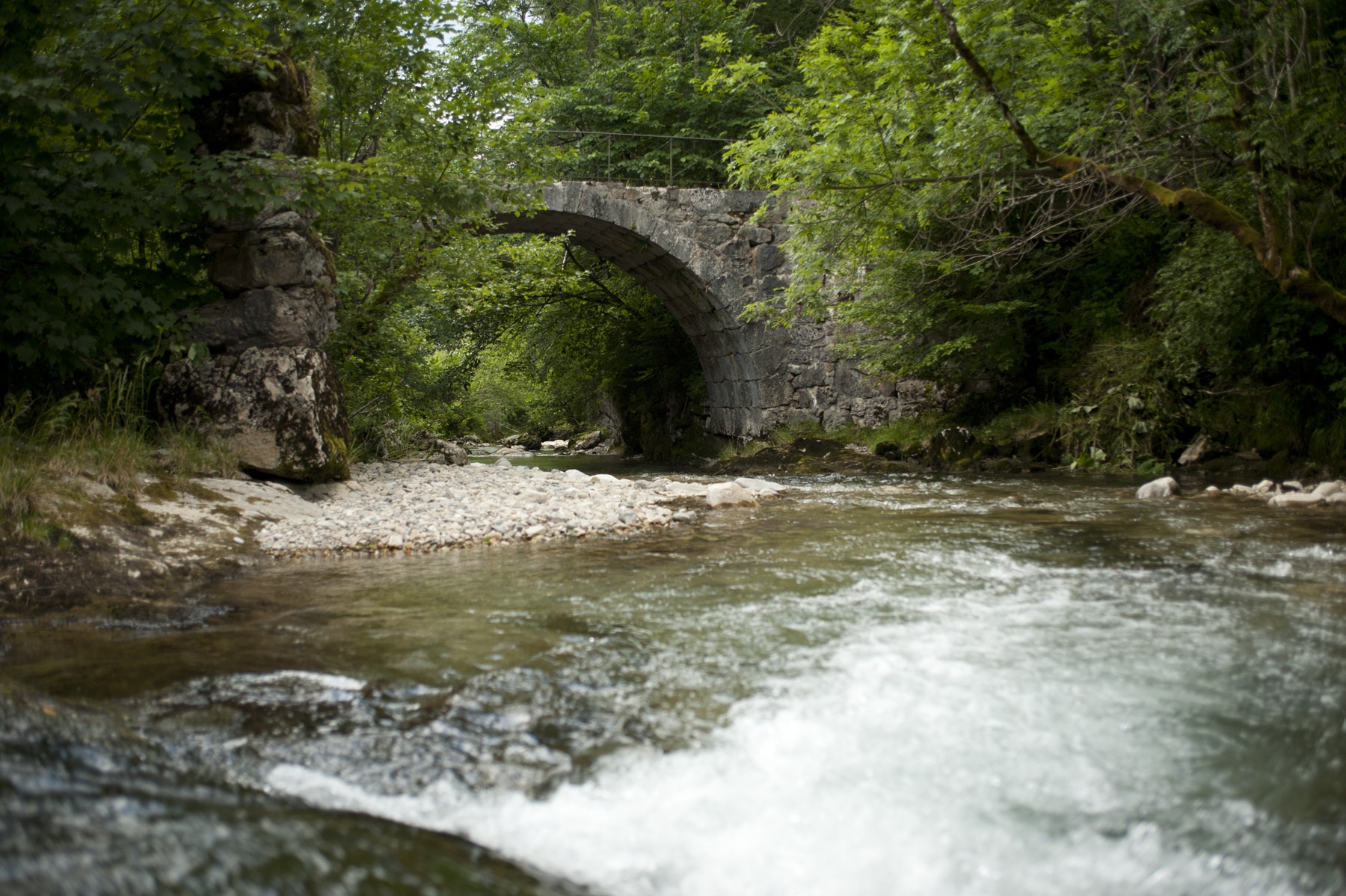
Pont de la Dame.